# Julian Beck
Julian Beck, född 31 maj 1925 i New York, död 14 september 1985 i New York, var en amerikansk teaterregissör och skådespelare.

## Biografi
På 1940-talet avbröt Julian Beck sina studier vid Yale University för att ägna sig åt författarskap och måleri. 1942 träffade han sin blivande hustru Judith Malina som väckte ett intresse för teater och 1947 grundade de tillsammans The Living Theatre, som från 1950- till 1970-talen hörde till USA:s ledande avantgardeteatrar. De var starkt influerade av den franske teatermannen Antonin Artauds tankar om grymhetens teater och av den tyske teatermannen Bertolt Brechts tankar om episk teater vilket utmynnade i en anarkistisk och pacifistisk förkunnelse. På 1950-talet spelade man modern dramatik av Gertrude Stein, Luigi Pirandello, Alfred Jarry och T.S. Eliot. 1959 tilldelades gruppen en Obie Award för The Connection av Jack Gelber, liksom för The Brig av Kenneth H. Brown 1963 och Frankenstein av Beck/Molina 1968. Från 1960-talet blev de även influerade av österländsk mystik. The Living Theatre turnerade från 1960-talet även i Europa, bland annat med signaturföreställningen Paradise Now (1968) och har haft stort inflytande på gruppteaterrörelsen. Julian Beck regisserade The Living Theatres uppsättningar tillsammans med Judit Molina och medverkade ofta själv som skådespelare. Han hade även en sidokarriär som karismatisk filmskådespelare, 1967 spelade han den blinde siaren Teresias i Pier Paolo Pasolinis Edipe re (Kung Oidipus). Julian Beck utvecklade sina tankar om teater i The Life Of The Theatre: The Relation Of The Artist To The Struggle Of The People 1985.
The Living Theatre besökte Sverige första gången 1965. 1982 återkom man och medverkade på Scensommarfestivalen i Stockholm med Sofokles Antigone, Ernst Tollers Masse-Mensch samt gatuföreställningen Sic Public Acts och den då nya uppsättningen Yellow Methuselah. Antigone uppfördes även på Frölunda kulturhus i Göteborg.